# آغنيس مكلارين
آغنيس مكلارين (بالإنجليزية: Agnes McLaren)‏ (4 يوليو 1837 – 17 أبريل 1913) هي طبيبة اسكتلندية موقَّرة وأول من قدم الرعاية الطبية للنساء في الهند، اللواتي لم يتمكن من تلقي الرعاية الطبية من الأطباء الذكور بسبب الأعراف. نشطت آغنيس في قضايا العدالة الاجتماعية بما في ذلك الاحتجاجات المناهضة لتجارة الرقيق البيض. وقّعت على عريضة حق المرأة في الاقتراع عام 1866 وكانت أمين جمعية إدنبرة الوطنية لحق المرأة في الاقتراع إلى جانب زوجة والدها، بريسيلا برايت مكلارين. في عام 1873، سافرت مع بريسيلا وجين تايلور لإلقاء محاضرات حول حق الاقتراع في أوركني وشيتلاند. أيد والدها حملة أوائل النساء اللواتي سعين لدراسة الطب في جامعة إدنبره، أصبحت آغنيس وصوفيا جيكس بليك، أحد سبعة إدنبرة، صديقات. مع ذلك، لم يؤيد والد آغنيس طموحها في هذا المجال. غادرت اسكتلندا للدراسة في فرنسا ثم أصبحت في وقت لاحق عضوًا في الكلية الملكية في دبلن، كي يُسمح لها بممارسة المهنة في اسكتلندا.
اعتنقت المُعتقد الكاثوليكي للاضطلاع في عمل تبشيري على الرغم من أن قانون الروم الكاثوليك منع النساء من أن يصبحن أطباء حتى عام 1936.

## معلومات أساسية
ولدت مكلارين في إدنبره باسكتلندا. وهي ابنة دونكان مكلارين، رجل الأعمال مشيخي وسياسي ليبرالي رائد، من زواجه الثاني. توفيت والدتها عندما كانت تبلغ من العمر ثلاث سنوات فقط. بريسيلا برايت هي زوجة والدها الثالثة والتي عملت معها بمرور الوقت.
التحقت بكلية الطب في جامعة مونبلييه عام 1876، وأصبحت لاحقًا عاشر امرأة في بريطانيا تتخرج طبيبة. في عام 1877، أصبحت عضوًا في مجلس إدارة كلية لندن للطب للمرأة. كانت طبيبًا زائرًا في مستوصف بعثة كانون غيت الطبية في إدنبره. بحلول عام 1882، أصبحت زميلًا للكلية الملكية للأطباء في إيرلندا، ومارست الطب في مدينة كان، فرنسا. اعتادت قضاء الصيف في إدنبره والإقامة في فرنسا أثناء الشتاء.

## الهند
في عام 1898، وعندما كانت تبلغ 61 عامًا من العمر، تحولت للكنيسة الرومانية الكاثوليكية، ثم ذهبت إلى راولبندي، شمال الهند (باكستان الآن) في بعثة كاثوليكية، واطّلعت على الاحتياجات الصحية الهائلة للنساء في الهند. بسبب أعراف الهند المتمثلة بعزلة النساء (البردة)، لم يكن بوسع الرجال أن يروهن إلا في حال كانوا من العائلة المباشرة، وهو العرف الذي عنى أيضًا عدم تمكنهن من تلقي الرعاية الطبية من الأطباء الذكور. مع قلة عدد الأطباء من النساء في أوائل القرن العشرين، توفي الآلاف من النساء فعليًا بسبب المرض أو أثناء الولادة في كل عام، وتوفي العديد من الأطفال في مرحلة الطفولة. استجابت مكلارين لهذه المسألة بإنشاء لجنة البعثة الطبية في لندن، والتي مولت افتتاح مستشفى صغير، مستشفى سانت كاثرين، في راولبندي، وهي منطقة معوزة للغاية.
أثناء بحثها عن النساء اللاتي ممن بوسعهن تقديم المساعدة في إدارة المستشفى، اكتشفت مكلارين أن القانون الكنسي للكنيسة الكاثوليكية يحظر على الراهبات تقديم هذا المستوى من الرعاية الطبية. ناشدت البابا والكرسي الرسولي لرفع القيود المفروضة، وأثناء انتظارها الرد، واصلت البحث عن النساء الراغبات بتقديم الرعاية الصحية في الخارج. استجابت النمساوية آنا ماريا دينغل لطلب مكلارين، ولكنها لم تتمكن قط من مقابلة مكلارين، التي توفيت بعد فترة وجيزة من بدء المراسلات بينهن. قبل وفاتها، شجعت مكلارين دينغل على دراسة الطب في كلية كورك الجامعية، فشرعت دينغل بأن تصبح طبيبة، وبدأت بعد سنوات بتأسيس طائفة دينية جديدة، راهبات البعثة الطبية. تُعد الطائفة تجمعًا كاثوليكيًا للراهبات المتدربات كأطباء وممرضين وأشكال أخرى من أخصائيي الرعاية الصحية، والمتفرغين لتقديم الرعاية الصحية للنساء والأطفال في جميع أنحاء العالم. في عام 1915، وبعد قراءة كتيب السيرة الذاتية عن حياة مكلارين، مارست الدكتورة الأسترالية ماري غلوري مهمتها للعمل كمبشّر طبي في جونتور بالهند. حصلت ماري غلوري على إذن خاص من البابا بندكت الخامس عشر للعمل كطبيب وراهبة في عام 1920.
توفيت مكلارين في عام 1913 ودُفنت بمدينة أنتيب في فرنسا. يصفها نعيها في المجلة الطبية البريطانية بأنها: «امرأة ذات شخصية وسليقة قويتين، معروفة لدائرة واسعة من موظفي المجال الخيري في العديد من الدول والعقائد والمقربين.»